# Syntrechalea caballero
Syntrechalea caballero là một loài nhện trong họ Trechaleidae.
Loài này thuộc chi Syntrechalea. Syntrechalea caballero được miêu tả năm 2008 bởi Carico.